# Davidsmithita
La davidsmithita és un mineral de la classe dels silicats, que pertany al grup dels feldespatoids.

## Característiques
La davidsmithita és un silicat de fórmula química (Ca,□)₂Na₆Al₈Si₈O32. Va ser aprovada com a espècie vàlida per l'Associació Mineralògica Internacional l'any 2016, i la primera publicació data del 2017. Cristal·litza en el sistema hexagonal.
L'exemplar que va servir per a determinar l'espècie, el que es coneix com a material tipus, es troba conservat a les col·leccions del Museu Nacional d'Història Natural, a París (França).

## Formació i jaciments
Va ser descoberta a les eclogites de Liset, al municipi de Selje (Sogn og Fjordane, Noruega). Es tracta de l'únic indret de tot el planeta on ha estat descrita aquesta espècie mineral.